# Vindeby (Lolland Kommune)
|  | Denne artikel omhandler landsbyen Vindeby på Lolland. Der er også andre steder med dette navn, se Vindeby. |
Vindeby er en landsby på det nordvestlige Lolland, beliggende 6 km vest for Horslunde, 12 km nord for Nakskov og 34 km nordvest for kommunesædet Maribo. Landsbyen hører til Lolland Kommune og ligger i Region Sjælland.
Vindeby hører til Vindeby Sogn, og Vindeby Kirke ligger i den sydlige del af landsbyen.

## Faciliteter
Vindeby-Onsevig Borgerforening driver Vindeby Forsamlingshus, som har en stor sal til 80 personer og en lille sal til 40 personer samt service til 70 personer. Landsbyen har også et cafeteria.

## Historie

### Vindeby Mølle
Vindeby Mølle ligger 1 km sydvest for Vindeby. Den er opført som hollandsk vindmølle i 1824, hvor den erstattede en stubmølle, der var brændt året før. Møllen blev fredet i 1959. Den sidste møller drev den indtil 1993, men den var allerede i 1986 overdraget til Vindeby Møllelaug til restaurering. I 1989 kom der gang i restaureringsarbejdet, som stod på i 10 år, og Vindeby Mølle blev (gen)indviet som fuldt funktionsdygtig mølle 25. april 1998.
Der er bevaret så meget som muligt af de gamle tømmerkonstruktioner, og kun møllehatten, vingerne, omgangen og yderbeklædningen er nykonstrueret ud fra de originale forlæg. Vindeby Mølle er speciel ved sin svære konstruktion og den usædvanlige portgennemkørsel i østsiden. Møllen havde nemlig stampeværk, som forårsagede kraftige vibrationer og optog pladsen midt i møllen, hvor der ellers normalt var gennemkørsel. Stampeværket har formentlig været anvendt til knusning af dyreknogler til benmel, men var kun i brug den første snes år efter opførelsen af møllen.

### Jernbanen
Vindeby beskrives således af Trap i 1899: "Vindeby (gml. Form Wyndesæby) med Kirke, Præstegd., Skole, Fattiggaard (opr. 1866, Plads for 36 Lemmer), Puggaards Stiftelse (opr. 1872 af Grosserer R. Chrf. P. med Fribolig for 3 enlige Kvinder), Mølle, Bageri og Andelsmejeri;" Målebordsbladet fra jernbanens tid viser desuden forsamlingshus og lægebolig.
Vindeby havde station på Nakskov-Kragenæs Jernbane (1915-67). Stationen fik navnet Onsevig efter den nærliggende vig, fordi navnet Vindeby var optaget af Vindeby trinbræt på Langelandsbanen og Vindeby på Tåsinge. Nord for Onsevig havde man i 1858 oprettet Onsevig udskibningssted, og her kom der kro og købmandsforretning.
Stationen havde krydsnings-/læssespor øst for stationsbygningen. Den er bevaret på Toftevej 122.